# René Pinon
 (mars 2020).
Si vous disposez d'ouvrages ou d'articles de référence ou si vous connaissez des sites web de qualité traitant du thème abordé ici, merci de compléter l'article en donnant les références utiles à sa vérifiabilité et en les liant à la section « Notes et références ».
René Pinon, né à Montbard le 5 février 1870 et mort à Paris le 29 septembre 1958, est un historien et journaliste politique français, auteur de nombreux ouvrages et chroniques sur les relations internationales entre le début du XXe siècle et la Seconde Guerre mondiale.

## Biographie

### Jeunesse et études
René Pinon est docteur en droit et docteur ès lettres.

### Parcours professionnel
Il est professeur à l'École libre des sciences politiques, où il enseigne les relations internationales et les questions orientales aux côtés d'Anatole Leroy-Beaulieu. 
Il collabore à partir de 1900 avec la Revue des deux Mondes, où il s'impose comme spécialiste des affaires d'Orient. Il y est responsable de la chronique internationale de 1922 à 1940. Il fait également partie de l'équipe éditoriale de Radio Tour Eiffel, où il rencontre notamment Gaston Monnerville, de 1921 jusqu'au sabordage de la station, consécutif à l'arrivée des nazis en 1940. Il collabore aussi avec plusieurs autres périodiques, dont les revues Questions diplomatiques et coloniales et Correspondance d'Orient, et le quotidien régional Ouest-Éclair.
Au cours de la Première Guerre mondiale, il dénonce vigoureusement le génocide arménien, se prononce en faveur d'une Arménie autonome et, au lendemain de la guerre, dirige la revue La Voix de l'Arménie (1918-1919).
Soutenu par Gabriel Hanotaux, il occupe pendant un temps un poste de conseiller diplomatique au ministère des Affaires étrangères.
L'Institut de France lui décerne le prix Lambert en 1913.
Il reçoit le grand prix Gobert de l'Académie française en 1929.
Il fait partie, en 1938, des candidats pressentis pour la succession de René Doumic à l'Académie française, mais il est devancé par André Maurois par 19 voix contre 13.
La débâcle de 1940 et l'occupation mettent fin à ses activités publiques, même si, occasionnellement, il rédige encore quelques articles au début de l'après-guerre.
En marge de ses activités principales, il s'intéresse aussi à l'histoire de l'ancienne cité médiévale de Gerberoy et à la mise en valeur de son patrimoine. Il y fait la connaissance du peintre Henri-Eugène Le Sidaner, qui illustrera son ouvrage sur Gerberoy (paru en 1935). Cofondateur, avec Le Sidaner et d'autres personnalités, de la Société des Amis de Gerberoy, René Pinon en deviendra président.

## Idées
René Pinon n'a pas d'activité politique au sens électoral du terme, mais ses écrits dénotent une sensibilité démocrate-chrétienne, un patriotisme fervent, et une méfiance sans compromis envers les régimes totalitaires dont il redoute l'expansionnisme, mais auxquels il croit la France et l'Angleterre capables de s'opposer jusqu'au dernier moment. Il est et se veut avant tout historien et témoin des relations internationales au sens traditionnel: ses publications sont focalisées sur les aspects diplomatiques, stratégiques et géopolitiques, et ne couvrent les questions culturelles, économiques et sociales que dans leurs relations avec la politique extérieure.
Observateur assidu du Proche-Orient, il expose de manière lucide (et parfois prémonitoire) les tensions et les risques qu'induisent le pétrole, le jeu des grandes puissances, et la question judéo-palestinienne (notamment dans Fièvres d'Orient en 1938). Convaincu que le Proche-Orient devrait redevenir un jour le brillant foyer de culture et de prospérité qu'il fut jadis, Pinon est sans complaisance à l'égard de l'Empire ottoman qu'il rend responsable de l'immobilisme et du sous-développement de la région. Il considère le démantèlement de l'Empire (par le traité de Sèvres) comme la levée d'un obstacle au progrès, mais ne croit ni à l'unité ni à l'indépendance immédiate du monde arabe. Pour lui, ce monde, qui comporte des réalités locales très diverses et dont le seul véritable lien fédérateur est la religion, ne pourrait être unifié ou coordonné de l'intérieur que par une théocratie, facteur d'oppression et menace pour la paix. Il dénonce comme une faute la promesse d'indépendance faite par les Britanniques aux dirigeants arabes pendant la Grande Guerre, promesse jamais tenue et contredite par les accords Sykes-Picot. Très optimiste sur les intentions et les moyens des deux grandes puissances européennes après la guerre, il est convaincu que la mainmise de la France et de la Grande-Bretagne, légitimée par la Société des Nations, est indispensable pour le maintien de la paix dans la région et le rétablissement de sa prospérité d'antan. Il minimise la portée des revendications d'indépendance qui se font jour dans les pays concernés. Selon lui, face au fanatisme religieux, à l'opposition entre les tendances laïques et démocratiques modernes et les monarchies arabes traditionnelles (autoritaires et théocratiques), à la délicate nécessité de trouver une réponse juste aux revendications sionistes, et à la poussée des autres impérialismes, les nouveaux États arabes ne peuvent pas parvenir à l'équilibre sans une influence extérieure organisée.
Comme d'autres intellectuels modérés de l'entre-deux-guerres, Pinon croit donc aussi bien au rôle constructif de la France en Orient qu'à la force de résistance des démocraties occidentales face à l'Allemagne nazie et la Russie stalinienne. Le côté optimiste de sa vision, et ses illusions sur la France en tant que puissance globale, seront évidemment balayés par les événements à partir de 1940. Cependant, l'évolution du Proche-Orient après la Seconde Guerre mondiale et jusqu'à nos jours n'a pas démenti l'essentiel de ses analyses : après l'effacement de la France et de la Grande-Bretagne, les influences politiques extérieures ont changé, mais les questions les plus importantes que Pinon a contribué à mettre en évidence restent des questions actuelles et non résolues. Son œuvre, en dépit de ses limites et des controverses dont elle est parfois l'objet, demeure non seulement une mine d'informations sur la diplomatie d'avant-guerre, mais aussi un bon outil de compréhension de la genèse du Proche-Orient contemporain.

### Pacifisme
Dans un article du 30 juillet 1937 pour le journal Ouest Eclair, René Pinon dénonce les brigades internationales comme un groupe d'hommes "endoctrinés et embrigadés", retenus de forces dans les troupes. Il compare les forces étrangères intervenant dans la guerre civile espagnole à une "maladie idéologique".

## .Principales publications
- La Chine qui s'ouvre (avec Jean de Marcillac), Paris, éd. Perrin, 1900

- Prix Maillé-Latour-Landry 1900 de l’Académie française
- L'Empire de la Méditerranée, Paris, éd. Perrin, 1904

- Prix Montyon 1904 de l’Académie française
- La Lutte pour le Pacifique - Origines et résultats de la guerre russo-japonaise, Paris, éd. Perrin, 1906
- L'Europe et l'Empire Ottoman, Paris, éd. Perrin, 1909
- L'Europe et la Jeune Turquie, Paris, éd. Perrin, 1911
- France et Allemagne 1870-1913, Paris, éd. Perrin, 1913
- La suppression des Arméniens, Paris, éd. Perrin, 1916
- François-Joseph, essai d'histoire psychologique, 1830-1916, Paris, éd. Perrin, 1917
- La reconstruction de l'Europe politique, Paris, éd. Perrin, 1920
- Le redressement de la politique française, Paris, éd. Perrin, 1922
- La bataille de la Ruhr, Paris, éd. Perrin, 1923
- L'avenir de l'entente franco-anglaise, Paris, éd. Plon-Nourrit, 1924
- Histoire de la nation française, Tome IV : Histoire diplomatique 1515-1928, Paris, éd. Plon, 1929

- Grand Prix Gobert 1929 de l’Académie française
- Au Maroc, fin des temps héroïques, Paris, éd. Berger-Levrault, 1935
- Gerberoy, Beauvais, imprimerie Prévôt, 1935
- Fièvres d'Orient, Lyon, éd. de la Plus Grande France, 1938
- L'Eau vive, souvenirs de Terre Sainte, Lamnay, éd. SPES, 1939